# Aljaksandr Usaŭ
Aljaksandr Uladzimiravič Usaŭ (in bielorusso Аляксандр Уладзіміравіч Усаў?, Alexandre Usov; Minsk, 27 agosto 1977) è un ex ciclista su strada bielorusso, velocista, professionista dal 2000 al 2010.

## Carriera
Usaŭ colse diversi successi al Tour de l'Avenir e in altri circuiti da Under-23. Passò professionista con la Phonak nel 2000 e nel 2002 vinse il campionato nazionale su strada. Passò nel 2005 all'AG2R e nel 2009 diviene un corridore della Cofidis. Nel 2010, all'ultimo anno da pro, gareggiò invece con la squadra ucraina ISD Continental Team.
In carriera ha ottenuto diciotto vittorie e molti piazzamenti, tra cui un decimo posto alla Gand-Wevelgem nel 2007 ed un podio nel Giro del Piemonte. Ha inoltre partecipato a due edizioni dei Giochi olimpici, nel 2004 ad Atene e nel 2008 a Pechino, e a cinque dei campionati del mondo.

## Palmarès
- 2000 (Phonak, due vittorie)

10ª tappa Tour de l'Avenir
- 2001 (Phonak, tre vittorie)

3ª tappa Giro della Bassa Sassonia
5ª tappa Giro della Bassa Sassonia
1ª tappa Tour de l'Avenir
- 2002 (Phonak, tre vittorie)

Campionati bielorussi, Prova in linea
2ª tappa Tour de l'Avenir
1ª tappa Tour du Poitou-Charentes
- 2003 (Phonak, tre vittorie)

Challenge de Mallorca
Trofeo Cala Millor
1ª tappa Clásica de Alcobendas
- 2004 (Phonak, due vittorie)

Berner Rundfahrt
5ª tappa Volta a la Comunitat Valenciana
- 2005 (AG2R, tre vittorie)

4ª tappa Hessen-Rundfahrt
1ª tappa Circuit des Ardennes
1ª tappa Boucles de la Mayenne
- 2007 (AG2R, una vittoria)

4ª tappa Tour du Limousin
- 2008 (AG2R, una vittoria)

7ª tappa Tour de Langkawi

### Altri successi
- 2009

Classifica scalatori Tour de Luxembourg

## Piazzamenti

### Grandi Giri
- Giro d'Italia

2004: 98º
2007: 106º
2008: 123º
- Vuelta a España

2003: 145º
2006: 89º
2007: 119º
2008: 82º

### Classiche monumento
- Milano-Sanremo

2008: ritirato
- Giro delle Fiandre

2002: ritirato
2003: ritirato
2004: ritirato
2005: 66º
2006: ritirato
2007: 89º
2009: ritirato
- Parigi-Roubaix

2003: ritirato
2004: 80º
2006: ritirato
2007: 93º
2009: fuori tempo
- Giro di Lombardia

2006: ritirato
2008: ritirato
2009: 114º

### Competizioni mondiali
- Campionati del mondo

Zolder 2002 - In linea Elite: 49º
Hamilton 2003 - In linea Elite: 22º
Madrid 2005 - In linea Elite: 76º
Salisburgo 2006 - In linea Elite: 61º
Stoccarda 2007 - In linea Elite: 15º
- Giochi olimpici

Atene 2004 - In linea: ritirato
Pechino 2008 - In linea: 82º